# L'Émancipation

L'Émancipation était un journal belge du XIXe siècle fondé en 1830. Son édition du soir porte à partir de l'année 1834, le titre de L'Éclair.

## Histoire
L'Émancipation a été fondé le 21 octobre 1830, par Adolphe Bayet, qui en était alors l'éditeur. Après avoir eu longtemps pour propriétaire M. Lefebvre et Meuret et pour rédacteur en chef M. Heymen, le journal passa en 1843, entre les mains des frères A. et Natalis Briavoinne, venus de Paris? publient aussi Le Globe, Le Commerce belge et Le Courrier belge-Fanal.
L'Emancipation eut pour rédacteurs et collaborateurs des conservateurs plus ou moins catholiques. L'édition du soir porte à partir de l'année 1834, le titre de L'Eclair. La bibliothèque de la Chambre des représentants en possède un exemplaire des premières années. En 1846, le parti conservateur a approché Natalis Briavoinne pour tenter d'en faire un défenseur de ses thèses, après de vaines tentatives de rachat du Journal de Bruxelles et de La Revue de Bruxelles. C'était le "dernier organe modéré de la presse catholique".
Les frères Briavoinne la cédèrent en 1849 à un groupe d'investiseurs de Chimay, constitué de Jules Malou (1810-1870), et Edouard Mercier, opérateurs de la « Société pour le Progrès de la Presse conservatrice et nationale », qui eux-mêmes la revendirent à Jean-Baptiste Coomans.
Le 1er janvier 1854, une société fut constituée entre Jean-Baptiste Coomans et la « Société pour le Progrès de la Presse conservatrice et nationale ». L'acte constitutif prévoyait la cession, pour le prix de cent mille francs, de toute la clientèle du journal. En 1858, Jean-Baptiste Coomans la céda, avec d'autres journaux à Paul Nève, qui la fusionne avec le Journal de Bruxelles.